# Dušan Mileusnić
Dusan Mileusnic (Belgrado, Serbia, 10 de abril de 1984), futbolista serbio. Juega de defensa y su actual equipo es el Vasas SC de la Soproni Liga de Hungría.

## Clubes
| Club          | País    | Año       |
| ------------- | ------- | --------- |
| BASK Belgrado | Serbia  | 2008-2009 |
| Vasas SC      | Hungría | 2009-     |